# Gesta Francorum et aliorum Hierosolymitanorum
I Gesta Francorum et aliorum Hierosolymitanorum sono una cronaca anonima redatta in latino risalente al 1100-1101, che narra gli eventi della Prima Crociata dall’orazione del 27 novembre 1095 di Urbano II a Clermont fino alla battaglia di Ascalona dell’agosto del 1099.

## Trama
L’opera si articola in X libri di lunghezza differente:
- Libro I (ottobre - 18 Febbraio 1097): viene riassunto il discorso del pontefice Urbano II e la mobilitazione dei Franchi. Questi si dividono in tre contingenti: il primo è guidato da Pietro l’Eremita, il duca Goffredo di Buglione, suo fratello Baldovino e Baldovino conte di Mons, che raggiungono Costantinopoli[1] via terra. Dopo essere stati cacciati da Costantinopoli per il comportamento scorretto, questi si dirigono a Nicomedia, dove Lombardi, Longobardi e Alemanni eleggono come loro capo Rinaldo. Questi ultimi vengono assediati dai Turchi a Xerigordo, e vengono annientati come anche i soldati al seguito di Pietro l’Eremita e di Gualtieri senza averi stanziati a Civito. Il secondo contingente passa per la terra degli slavi e ha a capo Raimondo di Saint-Gilles e il vescovo Ademaro di Le-Puy. Il terzo contingente passa dalla via romana, ed è sotto il comando di Boemondo e alte personalità normanne. Dopo degli iniziali scontri con l’imperatore bizantino Alessio Comneno, passano col suo benestare ed aiuto il Braccio di San Giorgio. Inizia poi una digressione sull’arrivo di Boemondo in Grecia.
- Libro II (Febbraio - 19 Giugno 1097): al termine della digressione, le truppe avanzano verso Nicomedia e poi Nicea a maggio, dove l’esercito soffre la fame fino all’arrivo di Boemondo. Nicea viene assediata per sette settimane, fino alla capitolazione turca grazie all’intervento delle navi bizantine.
- Libro III (Giugno - 1 Luglio 1097): l’esercito cristiano prosegue la marcia, ma viene attaccato dai turchi in gran numero. Inizialmente in svantaggio, grazie all’aiuto di Dio i cristiani sbaragliano i turchi e si appropriano di un ricco bottino.
- Libro IV (Luglio - Ottobre 1097): i cristiani proseguono nell’inseguimento dei turchi, attraversando il deserto salato[2], dove perdono gran parte dei cavalli, e raggiungono Iconio. Gli esploratori, giunti a Erachia, si scontrano nuovamente con l’esercito turco e ne causano la fuga. Tancredi e Baldovino di recano dunque a Tarso, che si consegna spontaneamente ai cristiani dopo la fuga dei turchi come anche Atena e Manustra. Intanto, la parte principale dell’esercito entra in Armenia e raggiunge prima Cesarea di Cappadocia, poi Coxon. Dai contingenti si distacca Pietro di Roaix, che conquista molte città nella valle di Rugia. Boemondo prosegue, valicando con estrema difficoltà l’Antitauro e giungendo a Marash, dove l’esercito viene accolto benevolmente e può rifornirsi prima di arrivare ad Antiochia.
- Libro V (20 Ottobre 1097 - 28 Dicembre 1097): giunti al ponte di Ferro[3], l’esercito cristiano vince contro i Turchi arrivati a portare rifornimenti ad Antiochia e raccoglie molto bottino. Il giorno dopo, Antiochia viene stretta d’assedio, ma i turchi tendono imboscate, coadiuvati da un contingente musulmano stanziato a Harenc. Per difendersi, l’esercito cristiano costruisce una roccaforte. A dicembre, si verifica una nuova carestia all’interno dell’accampamento: parte dell’esercito guidata da Boemondo e dal conte delle Fiandre si avventura in territorio saraceno alla ricerca di cibo. I turchi, giunti in aiuto di Antiochia, mu ovono battaglia ma si danno presto alla fuga.
- Libro VI (29 Dicembre 1097 - 9 Febbraio 1098): i turchi di Antiochia cercano di approfittare dell’assenza di Boemondo e del conte di Fiandre e recano ingenti perdite all’esercito cristiano. Il bottino racimolato non è sufficiente, causando un aumento smisurato dei costi delle cibarie. Guglielmo il Carpentiere e Pietro l’Eremita tentano la fuga, ma vengono riportati indietro da Tancredi, mentre Taticio, generale bizantino fugge promettendo di portare aiuti dall’impero bizantino. In questa situazione tragica, l’esercito turco è pronto a  dar battaglia. Il comando delle truppe cristiane viene affidato a Boemondo, che divide l’esercito in due parti: la fanteria si occupa di continuare l’assedio, mentre i cavalieri si scontrano con i saraceni. La strategia si rivela vincente e l’esercito nemico viene sbaragliato.
- Libro VII (10 Febbraio - Marzo 1098): si decide di costruire un presidio presso la Mahomerie per avere un controllo più serrato sul territorio, mentre Boemondo e il conte di Saint-Gilles si recano al porto di San Simeone a prendere altri uomini. I turchi, approfittando della mancanza dei capi, organizzano prima una sortita contro gli assedianti, poi una contro coloro che tornano dal porto, uccidendo più di mille cristiani. All’arrivo di Boemondo, l’esercito cristiano, rinvigorito, riprende la battaglia, vincendola e recuperando rifornimenti. Il giorno dopo, gli antiocheni escono a recuperare i cadaveri dei turchi per seppellirli, ma i cristiani dissotterrano i corpi e ne distruggono le tombe, che vengono usate per continuare la costruzione del presidio.
- Libro VIII (Marzo - 3 Giugno 1098): Tancredi blocca i rifornimenti per Antiochia. La città viene conquistata grazie all’aiuto di Firuz, un emiro in contatto con Boemondo che ha il controllo di tre torri. I cristiani riescono dunque ad entrare in città e fanno strage dei saraceni presenti entro le mura, eccetto quelli nella cittadella, al punto da non riuscire a camminare per il numero di cadaveri.
- Libro IX (4 Giugno - 10 Giugno 1098): i cristiani si ritrovano assediati all’interno di Antiochia dall’imminente esercito di Curbara, che distrugge le truppe cristiane rimaste fuori dalla città e promette con arroganza di riconquistare Antiochia. La madre di Curbara tenta di dissuaderlo, magnificando il Dio cristiano, che aiuta il suo esercito a vincere le battaglie e predicendo la morte e la disfatta del figlio. La prima battaglia si conclude con la vittoria saracena, scatenando sconforto e causando la fuga di alcuni soldati, che vengono però raggiunti al porto e uccisi. I cristiani costruiscono un muro dentro Antiochia per meglio resistere agli attacchi, ma sono senza vettovaglie e costretti a nutrirsi dei loro animali. Vengono narrate le due visioni avute all’interno del campo: quella di un sacerdote, cui Gesù rimprovera la lussuria dell’esercito e prescrive una punizione la cui espiazione permetterà di ricevere un aiuto in battaglia, e quella del pellegrino Pietro, che permette per intercessione dell’apostolo Andrea il ritrovamento sotto la chiesa di San Pietro della lancia sacra. Intanto, i Turchi riescono a rientrare ad Antiochia e cominciano il combattimento contro i cristiani, che si rifugiano per timore nelle abitazioni. Scoppia una forte tempesta che dura tutto il giorno e distrugge parte della città. Calata la notte, i cristiani costruiscono un altro muro e i Turchi macchine d’assedio, ma del fuoco proveniente dal cielo cade nell’accampamento saraceno. L’esercito cristiano, continuamente braccato dai Turchi, soffre la fame, e si riduce a mangiare pelli e foglie, arrivando al momento di più alto sconforto del pellegrinaggio. Il ritrovamento della lancia suscita nuova speranza nelle file cristiane. Viene mandata un’ambasceria composta da Pietro l’Eremita ed Herluino presso l’esercito turco, che però non sortisce alcun effetto. L’esercito cristiano organizza dunque una processione per richiedere l’aiuto divino, e arriva in loro aiuto un esercito su bianchi cavalli e con vessilli candidi, guidato da san Giorgio, san Mercurio e san Demetrio. I turchi vengono sconfitti e si danno alla fuga, lasciando vettovaglie e animali. Alcuni dei saraceni catturati vengono battezzati.
- Libro X (Novembre 1098 - 12 Agosto 1099): l’esercito cristiano decide di proseguire il pellegrinaggio fino a Gerusalemme nel Novembre, in attesa della stagione favorevole. Intanto, i signori tornano nei loro territori e arruolano soldati. L’esercito, partito, conquista Talamania, poi Marra e altre cittadine vicine. Gli assalti proseguono da ambo gli schieramenti, e vengono complicati dal calore insopportabile, e il 5 luglio i franchi vengono massacrati. L’angoscia cresce anche in seguito alla morte del vescovo di Le-Puy, grande guida spirituale stanziata ad Antiochia. Raimondo conquista Albara, facendo strage dei suoi abitanti. I capi, ritrovatisi ad Antiochia, discutono per organizzare la grande spedizione. Il paragrafo 32 è un excursus sulla città di Antiochia[4], della sua storia e dei suoi monumenti. Raimondo di Saint-Gilles raggiunge Marra, e si ricongiunge poi con Boemondo per attaccare la città, senza avere esito positivo, poiché i turchi lanciano massi e fuoco greco contro le armate cristiane. Il giorno dopo, i cristiani entrano in città e fanno strage degli abitanti, per poi stanziarsi lì per circa un mese. Molti soldati restano senza viveri, e si riducono a sventrare cadaveri alla ricerca di bisanti e a mangiare carne umana[5]. Raimondo e Boemondo, invece, continuano a discutere per la regalità su Antiochia, senza riuscire a giungere a soluzione. Alla ricerca di cibo, i soldati si stanziano vicino a Cesarea e ricevono dal re informazioni per reperire beni di prima necessità. L’esercito, ritemprato, raggiunge Cefalia e prosegue attraverso la valle di Sem, dove si stanziano in una ricca piazzaforte abbandonata. Lì, ricevono ambasciatori della città di Camela e di Tripoli. L’esercito conquista poi Tortosa e stipula un trattato con l’emiro  di Marcela, preparandosi ad assediare Archa. L’assedio si prolunga per tre mesi, ma visto il favore della stagione l’esercito decide di partire per arrivare a Gerusalemme. Ben riforniti dal re di Tripoli, con cui stipulano un accordo, i cristiani marciano fino a raggiungere Gerusalemme il 6 giugno e la cingono d’assedio. Data la mancanza di cibo e armi, un contingente parte per raggiungere il porto con i rifornimenti, ma viene accerchiato dall’esercito saraceno e salvato solo dall’arrivo di un altro contingente. Grazie all’espediente di alcune macchine da guerra, i cristiani riescono ad entrare in città, compiendo una carneficina degli abitanti e saccheggiandone le case. I soldati vanno dunque ad onorare il Santo Sepolcro. Il giorno seguente, i cadaveri dei saraceni vengono portati fuori dalle mura e dati alle fiamme. Vengono dunque eletti il capo della città, Goffredo di Buglione, e il patriarca, Arnolfo di Chicques. Tancredi ed Eustachio partono dunque per la conquista di Neopoli, e poi verso Cesarea, per ottenere informazioni su un progetto di attacco dei Turchi. L’esercito viene quindi radunato alla volta di Ascalona, dove avviene l’ultimo scontro della narrazione, che si conclude con una folgorante vittoria cristiana.

## Autore
L’autore delle Gesta Francorum è anonimo, ma sono state proposte diverse ipotesi, senza mai giungere ad una identificazione. Sebbene Bréhier nella sua edizione proponga l’ipotesi che il testo sia composto da un chierico che racconta le avventure di un pellegrino, quindi un racconto indiretto, è ormai accettato dagli studiosi il fatto che sia un autore unico, nonostante la questione del suo status sociale sia ancora aperta. Il latino utilizzato, che ha uno stile definito, permette di intravedere una padronanza della lingua che meglio si addice ad un esponente del clero, come anche le citazioni bibliche, alcune molto ricercate, come il rimando al Deuteronomio, per quanto la citazione non sia del tutto esatta. Tuttavia, le descrizioni delle battaglie sono molto nitide e reali, e l’utilizzo della prima persona durante i combattimenti, come anche il fatto che l’autore specifichi che i chierici non partecipano agli scontri, farebbero propendere per l’ipotesi per cui l’autore sia appartenente al rango secolare, seppure con rudimenti ecclesiastici. Tutto ciò che sappiamo dell’autore è ciò che ci dice lui di sé stesso: di origine italiana, segue il suo signore Boemondo in pellegrinaggio. La stima nei confronti di Boemondo è evidente dal lessico che l’anonimo usa, molto encomiastico e, a tratti, adulatorio. I Gesta Francorum, infatti, raccontano i fatti dagli albori della spedizione di Boemondo, raccontando fatti del sud Italia che un autore non proveniente dall’Italia meridionale non avrebbe trovato necessari.  Tuttavia, dal capitolo 35 non si hanno più notizie di Boemondo: l’anonimo infatti passa nelle file di Raimondo di Saint-Gilles, nemico di Boemondo. I motivi del cambiamento sono del tutto ignoti, dal momento che l’autore non ne spiega i motivi, ma semplicemente mette il lettore davanti a fatto compiuto.

## Stile
In generale, prevale uno stile paratattico, accompagnato da diverse figure retoriche, come assonanze, rime interne e anafore, che rendono il testo godibile. La nitidezza della narrazione permette all’autore di trasmettere la drammaticità dei momenti di difficoltà, delle stragi, della disperazione dovuta alla mancanza di cibo, della claustrofobia durante gli assedi, ma anche una gioia genuina dopo le vittorie e la ritemprata speranza a seguito del ritrovamento della lancia. Notabile è l’uso di alcune espressioni formulari, soprattutto nelle liste di nomi, che si concludono tutte con “e altri di cui non so il nome”.
L’opera è stilisticamente caratterizzata da una forte immediatezza delle impressioni e da una straordinaria linearità degli eventi. Hagenmayer sostiene che la linearità sia attribuibile all’esistenza di un diario scritto durante il viaggio, poi rielaborato per arrivare alla stesura dell’opera. Rubenstein ipotizza anche che l’opera sia composta in gran parte da sermoni o racconti edificanti: i primi sette libri, con l’inserzione di discorsi strutturati e motivazionali sono autoconclusi. È d'altronde probabile che la cronaca sia una raccolta di aneddoti e testimonianze che circolavano per l’accampamento e raccolte in un'unica opera da dei chierici.
Oggetto di studio è il rapporto dell’anonimo delle Gesta Francorum con Pietro Tudebode, autore di un'altra cronaca di viaggio contemporanea, la Historia de Hierosolomytano itinere. Entrambe sono narrate in prima persona e raccontano gli stessi episodi, ma ci sono piccole differenze e hanno momenti autobiografici diversi. Tudebode, ad esempio, aggiunge molti dettagli pratici, come le distanze percorse, i nomi e il numero di soldati di alcuni eventi, la ricetta per rendere edibile la pelle degli animali. Si è ipotizzato che l’opera di Tudebode  sia un ampliamento dei Gesta Francorum, anche perché è improbabile che l’autore dei Gesta, non avrebbe inserito così tante informazioni aggiuntive se si fosse basato sul racconto di Tudebode. Rubenstein ipotizza che alla base dei due racconti ci sia una fonte comune non pervenuta, poi rielaborata dai due autori in modo differente.

## Fama dell’opera
È ovviamente sconosciuta anche la finalità dell’opera, che però viene sfruttata a fini propagandistici dall’entourage di Boemondo, nonostante non sia questo l’obiettivo primario: l’assenza di Boemondo negli ultimi capitoli ne è la dimostrazione più lampante, nonostante l’Altavilla sia presentato in modo lusinghiero.
I Gesta Francorum sono un’opera fondamentale per i successivi racconti di crociata. Essendo infatti cronologicamente uno dei primi racconti, se non il primo in assoluto, è diventato un modello per le successive cronache. L’opera ha avuto molto successo dopo la divulgazione, soprattutto in Francia, grazie ad alcune scelte stilistiche che lo hanno reso gradito al popolo d’Oltralpe: ad esempio, non viene mai citato esplicitamente il nome di Urbano II, che aveva scomunicato Filippo I allo stesso Concilio di Clermont in cui aveva indetto la prima crociata; tra i personaggi che fuggono da Antiochia, non nomina alcune importanti personalità francesi; infine, la chiusura del racconto nell’Agosto 1099 permette di evitare l’imbarazzante ritorno in patria prima del tempo di Ugo I di Vermandois. L’opera è fonte per le rielaborazioni di Guibert di Nogent, i Gesta Dei per Francos, di Baudri de Borgueil, la Historia Ierosolomitana e di Roberto di Reims, la Historia Iherosolomitana, che spesso preferiscono i Gesta Francorum al racconto di Tudebode per alcune informazioni. È anche fonte per una anonima cronaca scritta a Montecassino, la Historia belli sacri.

## Manoscritti
- Berlin, Staatsbibliothek zu Berlin- Preußischer Kulturbesitz, lat. 4° 503, seconda metà del XIII secolo
- Cambridge, Corpus Christi College, Ms.281 (D.7), datazione incerta
- Cambridge, Gonville and Caius College 162/83, XIV secolo
- Città del Vaticano, Biblioteca Apostolica Vaticana, Reg. lat. 572, prima metà XII secolo
- Città del Vaticano, Biblioteca Apostolica Vaticana, Rag. lat. 641, prima metà XII secolo
- El Escorial, Real Biblioteca de San Lorenzo de el Escorial d.III.11, seconda metà XII secolo
- København, Kongelige Bibliotek, Acc. 2011/5, fine XIV secolo
- Madrid, Biblioteca Nacional de España, Ms. 978, inizio XIV secolo

## Edizioni
- Recueil des Historiens des Croisades, tomo III, Gesta Francorum et aliorum Hierosolymitanorum, Parigi, 1866
- H. Hagenmayer, Anonymi Gesta Francorum, Heidelberg 1890
- B. A. Lees, Anonymi Gesta Francorum et aliorum Hierosolymitanorum, Oxford, 1924
- R. Hill, The Deeds of the Franks and the other pilgrims to Jerusalem, Londra, 1962
- E. Bréhier, Histoire anonyme de la première croisade, Parigi, 1964
- A. Matignon, Chronique anonyme de la première croisade, Parigi, 1992
- L. Russo, Le gesta dei Franchi e degli altri pellegrini gerosolimitani, Alessandria, 2003